# The Boxing Cats (Prof. Welton’s)
«Боксирующие коты (проф. Уэлтона)» (англ. The Boxing Cats [Prof. Welton’s]) — короткометражный немой чёрно-белый фильм американского режиссёра Уильяма Диксона, снятый в 1894 году на студии Эдисона. В настоящее время хранится в Американской Академии кинематографических искусств и наук.

## Сюжет
Два кота с боксёрскими перчатками на передних лапах боксируют на миниатюрном ринге.